# Philip Swift
Philip Swift is een personage dat voorkomt in Pirates of the Caribbean: On Stranger Tides.

## Biografie

### Jonge jaren
Op een bepaald punt in zijn leven, is hij missionaris geworden en ging hij het woord verkondigen. Later werd hij gevangen door Blackbeard mannen, tijdens een plundering van een afgelegen eiland in de Caraïben. Hij werd als slaaf gehouden op het schip van Blackbeard, de Queen Anne's Revenge, tijdens de zoektocht naar de Fontein van de Eeuwige Jeugd.

### Pirates of the Caribbean: On Stranger Tides
Philip Swift wordt voor het eerst gezien als Jack Sparrow wakker wordt op de Queen Anne's Revenge. Daar moet hij voor het eerst sinds erg lange tijd weer als dekmatroos werken. Hij ziet Philip Swift aan de mast hangen. Later die avond probeert Jack een muiterij te leiden, iets waardoor hij vroeger de Black Pearl is kwijtgeraakt. Tijdens gevechten op het dek haalt Jack samen met iemand anders Philip van de mast en hem wordt gezegd dat als Philip niet bij de muiters hoort, dat hij tegen ze is, waarop Philip antwoordt: "Ik ben niet voor en niet tegen jullie." Daarna vraagt een matroos aan Jack of dat wel kan en Jack antwoordt dat het vast iets van zijn religie is.
Later, bij Whitecap Bay, is hij een van de bemanningsleden in een van de boten die meerminnen moeten gaan lokken. Hij is verwonderd over de schoonheid van de meerminnen maar geeft er niet aan toe. Als Scrum, een van de bemanningsleden en tweede hand van Angelica een meermin wil kussen en haar onder water ziet, waar ze haar ware aard blootgeeft, vallen de meerminnen aan en breken de boot af. Philip weet aan land te komen. Jack Sparrow probeert ondertussen de vuurtoren op te blazen, aangezien die aangedreven wordt door walvisvet, dat erg brandbaar is. Hij probeert hiermee de meerminnen te verjagen, want een groot deel van Blackbeards bemanning is al gedood. Als er bijna een blok van de vuurtoren op Philip valt, weet Syrena, een timide en minder gevaarlijke zeemeermin, hem te redden, maar komt met haar staart onder een rotsblok vast te zitten. Ze kan niet weg, dus Blackbeard vangt haar.
Op weg naar de Fontein van de Eeuwige Jeugd, wordt Philip verliefd op Syrena, en Syrena op hem. Als de glazen kist waarin Syrena vervoerd wordt stuk valt en, ze menselijke benen krijgt bij gebrek aan water, probeert ze op te staan. Ze valt echter, aangezien ze geen menselijke benen gewend is. Hierna draagt Philip haar. Hij blijft de enige die haar met enige waardigheid behandelt.
Als ze bij diepe poelen aankomen in de jungle, die uitmonden op zee, beveelt Blackbeard zijn bemanning om "het wezen" te halen, maar dan wordt Philip boos, en zegt dat ze een naam heeft. Blackbeard is verbaasd en spot met hem. Hij vraagt wat haar naam dan wel niet is. Hier geeft Philip haar de naam Syrena, waarschijnlijk vanwege de Spaanse naam voor een zeemeermin, sirena.
Blackbeard probeert Syrena te laten huilen, door te dreigen Philips keel door te snijden. Als het lijkt dat hij dat werkelijk doet, huilt ze nog steeds niet. Angelica's verklaring hiervoor is dat zeemeerminnen wel bedroefd kunnen raken, maar te taai zijn om verdrietig te zijn. Philip die komt later die avond weer bij kennis want het blijkt dat hij alleen bewusteloos was. Syrena is zo blij hem te zien, dat ze tranen krijgt van blijdschap. Hier had Blackbeard op gewacht, en hij vangt net de traan op in een buisje. Syrena is razend, want ze denkt dat Philip mee in het complot zat, en wil hem niet meer zien.
Philip wordt met zijn handen vastgebonden meegebracht naar de fontein, terwijl Jack net de kelken heeft gehaald die nodig zijn voor het ritueel, om de fontein op te starten. Als de Spanjaarden en Engelsen binnenvallen, weet een van de mildere bemanningsleden van Blackbeard hem los te snijden, en kan hij naar Syrena maar raakt toch gewond.
Als hij bij de poelen aankomt, ziet hij Syrena, half in het water, vastgebonden waardoor ze zou uitdrogen en sterven als Philip haar niet had losgemaakt. Als Syrena los is, zwemt ze gelijk weg, en Philip denkt dat hij haar voor altijd kwijt is. Even later komt ze weer terug, wat een opluchting is voor Philip. Syrena ziet dat Philip gewond is en zegt dat ze hem kan helpen. Ze geeft hem een kus. Nu kan hij onder water ademen. Ze neemt hem mee onderwater, en zwemmen naar vrijheid.

## Persoonlijkheid
Philip is een moedige missionaris, maar ook erg naïef over de wereld. Pas na de zoektocht naar de fontein, ziet hij hoe complex het leven soms is, en hoe lastig sommige keuzes zijn. Dit verzwakt zijn geloof echter niet. In zijn ogen is dit alleen maar een bevestiging van de grootheid van God. Hij heeft ook een sterke afkeer van het kwaad, en bewondert meerminnen. Hij bewondert hoe zoiets moois zo gevaarlijk kan zijn. Hij zegt ook dat iedereens ziel gered kan worden, maar weet dat dat bij Blackbeard erg moeilijk zal gaan.